# Rafał Rychlewski
Rafał Rychlewski (ur. 16 marca 1990) – polski piłkarz ręczny, lewoskrzydłowy, od 2014 zawodnik Arki Gdynia.

## Kariera sportowa
Wychowanek Powenu Zabrze, z którym w 2008 zdobył mistrzostwo Polski juniorów. Do 2009 był zawodnikiem SMS-u Gdańsk, w którego barwach grał w sezonach 2007/2008 i 2008/2009 w I lidze. W sezonie 2009/2010 był graczem Gap Handball, w którym rozegrał 22 mecze i rzucił 188 bramek, zajmując 5. miejsce w klasyfikacji najlepszych strzelców 5. ligi francuskiej. Następnie występował w Valence Handball, z którym awansował do 2. ligi francuskiej.
W 2014 został zawodnikiem Spójni Gdynia (w 2018 przekształconej w Arkę Gdynia). W sezonach 2014/2015 (140 goli) i 2015/2016 (122 gole) należał do czołowych strzelców I ligi. 2 września 2017 w barwach gdyńskiego klubu zadebiutował w Superlidze w przegranym meczu z Wisłą Płock (23:39), w którym rzucił sześć bramek. W sezonie 2017/2018 rozegrał łącznie w najwyższej polskiej klasie rozgrywkowej 29 spotkań, w których zdobył 146 goli (11. wynik w lidze).
W latach 2006–2008 był powoływany do reprezentacji Polski juniorów młodszych oraz reprezentacji Polski juniorów. W barwach tej pierwszej wystąpił w maju 2007 w trzech meczach z Litwą, w których rzucił siedem goli. W maju 2008 z kadrą juniorów uczestniczył w turnieju kwalifikacyjnym do mistrzostw Europy U-18.

## Osiągnięcia
Indywidualne
- 5. miejsce w klasyfikacji najlepszych strzelców I ligi: 2015/2016 (122 bramki; Spójnia Gdynia)[5]

## Statystyki
| Klub                            | Sezon     | Liga      | Liga | Liga | Liga |
| Klub                            | Sezon     | Liga      | M    | B    | Śr.  |
| ------------------------------- | --------- | --------- | ---- | ---- | ---- |
| SMS Gdańsk                      | 2007/2008 | I liga    | 9    | 16   | 1,8  |
| SMS Gdańsk                      | 2008/2009 | I liga    | 19   | 72   | 3,8  |
| SMS Gdańsk                      | Razem     | Razem     | 28   | 88   | 3,1  |
| Spójnia Gdynia                  | 2014/2015 | I liga    | 26   | 140  | 5,4  |
| Spójnia Gdynia                  | 2015/2016 | I liga    | 26   | 122  | 4,7  |
| Spójnia Gdynia                  | 2016/2017 | I liga    | 24   | 82   | 3,4  |
| Spójnia Gdynia                  | 2017/2018 | Superliga | 29   | 146  | 5    |
| Spójnia Gdynia                  | Razem     | Razem     | 105  | 490  | 4,7  |
| Stan na koniec sezonu 2017/2018 |           |           |      |      |      |